# 阿姆巴
阿姆巴（Ambah），是印度中央邦Morena县的一个城镇。总人口36443（2001年）。

## 人口
该地2001年总人口36443人，其中男性19670人，女性16773人；0—6岁人口5791人，其中男3246人，女2545人；识字率65.76%，其中男性为74.37%，女性为55.66%。